# Maisoncelle-Saint-Pierre
Maisoncelle-Saint-Pierre – miejscowość i gmina we Francji, w regionie Hauts-de-France, w departamencie Oise.
Według danych na rok 1990 gminę zamieszkiwały 143 osoby, a gęstość zaludnienia wynosiła 34 osoby/km² (wśród 2293 gmin Pikardii Maisoncelle-Saint-Pierre plasuje się na 854. miejscu pod względem liczby ludności, natomiast pod względem powierzchni na miejscu 948.).